# Мала Озимина
Мала́ Озимина — село в Україні, у Новокалинівській міській територіальній громаді Самбірського району Львівської області. Населення становить 140 осіб (2001).

## Назва та розташування
Озимина — спільна назва двох сусідніх сіл Мала та Велика Озимина, які історично були одним селом. Зараз це два села.
На північ від Озимини знаходиться смт. Дубляни, на захід — село Городище, на схід, але вже на території Дрогобицького району — село Новошичі (яке знаходиться за селом Велика Озимина).
7.5.1946 перейменували населені пункти Озимино-Великівської сільської Ради: село Озимина Мала — на село Мала Озимина, село Озимина Велика — на село Велика Озимина і Озимино-Великівську сільську Раду, відповідно до назви її центру, — на Великоозиминську.

## Історичний нарис
З географічного довідника XIX ст. «Словник географічний Королівства Польського та інших країв слов'янських» відомо, що в той час на північному сході Озимини знаходилося пасовище під назвою «Мочар» (Moczar), а на північному заході — пасовище «Толока» (Tloka). А сама західна частина Озимина називається Горіщняни (Horyszniany або O. Gorna (Horiczna)). На захід від Великої Озимини знаходиться Мала Озимина і навіть зараз її іноді в розмові називають Горішняни. А північні вулички Малої Озимини(на самому краї села в сторону Городища) ви є старе церковне кладовище.
На території Городища та Великої Озимини розкопані 5 курганів ще далекої епохи бронзи (II тисячоліття до н. ери).

## Населення

### Мова
Розподіл населення за рідною мовою за даними перепису 2001 року:
| Мова       | Кількість | Відсоток |
| ---------- | --------- | -------- |
| українська | 140       | 100%     |